# 타이슨 퓨리 대 디언테이 와일더 3차전
〈타이슨 퓨리 대 디언테이 와일더 3차전〉은 2021년 10월 10일 미국 네바다주 라스베가스에서 열린 권투 경기로, 타이슨 퓨리와 디언테이 와일더의 세번째 경기이다.

## 경기 해설
챔피언 퓨리는 10일(이하 한국시간) 미국 네바다주 라스베이거스의 T-모바일 아레나에서 열린 프로복싱 WBC 헤비급 타이틀 매치(12라운드)에서 도전자 와일더를 11라운드 1분 10초만에 KO로 제압했다. 이날 승리로 퓨리는 챔피언 벨트를 지킨 동시에 무패 전적을 계속 이어가게 됐다. 통산 32전 31승(22KO) 1무를 기록했다. 유일한 1무는 와일더와 첫 번째 대결에서 기록한 것이었다. 반면 와일더는 퓨리에게 또다시 아쉬운 패배를 당했다. 생애 첫 연패를 당했지만 챔피언을 두 차례나 쓰러뜨리는 등 끝까지 포기하지 않는 모습을 보여줬다. 통산 전적은 46전 42승(41KO) 3패 1무승부가 됐다. 퓨리와 와일더는 이번이 세 번째 맞대결이다. 앞선 두 번의 승부에선 1승 1무로 퓨리가 앞섰다. 2018년 12월 열린 첫 번째 승부에선 와일더가 퓨리를 두 차례나 다운시키고도 무승부가 선언돼 논란을 빚었다.

## 같이 보기
- 플로이드 메이웨더 주니어 대 로건 폴